# Chicago Med (seizoen 1)
Dit artikel vat het eerste seizoen van Chicago Med samen. Dit seizoen liep van 17 november 2015 tot en met 7 mei 2016 en bevatte achttien afleveringen. 

## Rolverdeling

### Hoofdrollen
- Nick Gehlfuss - dr. Will Halstead
- Torrey DeVitto - dr. Natalie Manning
- Colin Donnell - dr. Connor Rhodes
- Brian Tee - dr. Ethan Choi
- Oliver Platt - dr. Daniel Charles
- Rachel DiPillo - medisch studente Sarah Reese
- S. Epatha Merkerson - hoofd S.H. Sharon Goodwin
- Yaya DaCosta - verpleegster April Sexton
- Marlyne Barrett - verpleegster Maggie Lockwood

### Terugkerende rollen
- Julie Marie Berman - dr. Samantha "Sam" Zanetti
- Gregg Henry - dr. David Downey
- Jeremy Shouldis - dr. Marty Peterson
- Cynthia Addai-Robinson - dr. Vicki Glass
- Cesar Jaime - paramedicus Cesar
- Kara Killmer - paramedicus Sylvie Brett
- Lorena Diaz - verpleegster Doris
- Amanda Marcheschi - verpleegster Dina
- Alex Weisman - Chout
- Susie Abromeit - Zoe Roth
- D.W. Moffett - Cornelius Rhodes
- Marc Grapey - Peter Kalmick
- Deron J. Powell - Tate Jenkins
- Peter Mark Kendall - Joey Thomas
- Jesse Lee Soffer - rechercheur Jay Halstead

## Afleveringen
| Nr. | Aflevering | Titel        | Regisseur          | Schrijver(s)                                   | Selectie gastrollen | Uitzenddatum     |  |
| --- | ---------- | ------------ | ------------------ | ---------------------------------------------- | --- | ---------------- |  |
| 1 | 1          | Derailed     | Michael Waxman     | Andrew Dettmann                                | Brennan Brown - dr. Sam Abrams Gregory Abbey - Joel Donahue Marika Engelhardt - Beth Donahue Audrey Francis - Margie Cavanaugh Maria Rivera - Mariana Acosta                                                                                                 | 17 november 2015 |  |
| Wanneer de grote opening van de spoedeisende hulp van het ziekenhuis plaatsvindt, wordt deze bruut verstoord door een groot ongeluk met de metro. Dit zorgt ervoor dat de dienstdoende artsen in de ontstaande chaos boven hun kunnen moeten werken. In deze chaos botsen dr. Halstead en de nieuwe trauma arts dr. Rhodes over de behandeling van de patiënten. Medisch studente Reese begint vandaag met haar eerste dag op de spoedeisende hulp, en merkt meteen dat dit een emotioneel zware baan is. Dr. Halstead en dr. Manning worden gedwongen om een spoedoperatie uit te voeren bij een patiënte, die fungeert als draagmoeder voor een echtpaar. De zwangere kinderarts dr. Manning onthult dat haar man gedood is tijdens zijn militaire missie in Afghanistan. |            |              |                    |                                                | |                  |  |
| 2 | 2          | iNO          | Fred Berner        | Stephen Hootstein                              | Caroline Lagerfelt - Carol Donovan Larry Pine - Tom Donovan Aislinn DeButch - Erika Dougherty Brian Geraghty - Sean Roman Marina Squerciati - Kim Burgess | 24 november 2015 |  |
| Dr. Manning behandeld een 14-jarig meisje dat net bevallen is en haar baby heeft achtergelaten in een naburige steeg. Dr. Charles en Reese behandelen een vrouw met de verschijnselen van dementie, later ontdekken zij dat zij lijdt aan een hydrocefalus. Dr. Halstead behandeld een patiënt die beweerd dat hij een hartaanval heeft gehad, al snel blijkt dat het erger is dan eerst gedacht. Dr. Manning wordt, tot haar verrassing, door de verpleegsters verrast met een babyshower. |            |              |                    |                                                | |                  |  |
| 3 | 3          | Fallback     | Tara Nicole Weyr   | Simran Baidwan                                 | Christina Brucato - Claire Rhodes Stephenie Park - Dylan Jared Canfield - Trevor Jackson Amber Page - Lauren Jackson Taylor Kinney - Kelly Severide Steve O'Connell - Russell Rollins                                                                        | 1 december 2015  |  |
| Dr. Choi vraagt zijn collega dr. Charles om raad nadat hij een oorlogsveteraan onder behandeling heeft met waarschijnlijk diabetes. Hij wil erachter komen hoe hij hier aankomt omdat hij hiervoor geen risicofactoren heeft. Dr. Halstead behandeld een muzikant die last heeft van draaiduizeligheid, hij moet waarschijnlijk een risicovolle operatie ondergaan. Dr. Rhodes probeert een patiënt te behandelen die gespietst werd door een kroonluchter, tegelijkertijd krijgt hij ook te maken met zijn overbezorgde vader. |            |              |                    |                                                | |                  |  |
| 4 | 4          | Mistaken     | Donald Petrie      | Eli Talbert                                    | Joe Tapper - Rick Miller Paul Fitzgerald - Bill Simms Brennan Brown - dr. Sam Abrams Beth Chamberlin - Courtney Cole Gus Birney - Ashley Cole Dora Madison - Jessica Chilton Sophia Bush - Erin Lindsay                                                      | 8 december 2015  |  |
| Wanneer er een massale schietpartij plaatsvindt in een bioscoop wordt de spoedeisende hulp overspoeld met slachtoffers, dit zorgt voor een grote druk op het dienstdoend personeel. Dr. Halstead behandeld een patiënt die overlopen werd in de ontstane paniek, later blijkt de patiënt hersendood te zijn. Goodwin weigert de goedkeuring te geven voor een levertransplantatie die dr. Rhodes wil uitvoeren op zijn patiënt. Dr. Manning en dr. Charles behandelen een patiënt die de symptomen vertoont van een eetstoornis. De persoon die de schutter in de bioscoop had overmeesterd wordt nu ondervraagd door de politie, dit omdat de schutter niet gewapend was. Dr. Rhodes en dr. Zanetti krijgen samen een romantische relatie.                                 |            |              |                    |                                                | |                  |  |
| 5 | 5          | Malignant    | Nick Gomez         | Jeff Drayer                                    | Taylor Kinney - Kelly Severide Monica Raymund - Gabriela Dawson David Eigenberg - Christopher Herrmann Robyn Coffin - Cindy Herrmann Dora Madison - Jessica Chilton Joe Minoso - Joe Cruz Christian Stolte - Randall McHolland Roland Buck III - Noah Sexton | 5 januari 2016   |  |
| Deze aflevering is een cross-over met Chicago Fire en Chicago P.D.. De conditie van brandweerman Hermann wordt snel slechter als dr. Rhodes een spoedoperatie op hem moet uitvoeren. Luitenant Severide krijgt een verhitte discussie met dr. Rhodes over de behandeling van Hermann. Dr. Choi, dr. Charles en rechercheur Halstead (de broer van dr. Halstead) onderzoeken een vrouw die opgenomen werd nadat zij een zelfmoordpoging had gedaan. Zij ontdekken dat zij een hoge dosis chemotherapiemedicijnen kreeg voor kanker die zij nooit heeft gehad. De jongere broer van Sexton begint met zijn eerste dag op de spoedeisende hulp, en neemt het krediet op voor het werk wat Reese heeft gedaan.                                                                  |            |              |                    |                                                | |                  |  |
| 6 | 6          | Bound        | Michael Waxman     | Will Pascoe                                    | Christina Brucato - Claire Rhodes Annie Potts - Helen Danielle Vega - Maria Gonzalez Kaeden Saunders - Parker Kindler Michael Aaron Lindner - Adam Kindler Amanda Drinkall - Lisa Kindler                                                                    | 19 januari 2016  |  |
| Dr. Rhodes behandeld twee patiënten die gevonden zijn nadat zij verborgen zaten in een vliegtuig. Later heeft hij een gesprek met Goodwin en Homeland Security, zij willen de patiënten als illegalen het land uitzetten. Reese vraagt dr. Charles om haar te helpen met het vertellen aan een jonge patiënt dat hij een terminale ziekte heeft. Ondertussen begint dr. Manning met haar bevalling, en dr. Halstead ontmoet zijn overheersende schoonmoeder. |            |              |                    |                                                | |                  |  |
| 7 | 7          | Saint        | Jann Turner        | Mary Leah Sutton                               | Norm Lewis - Bobby Scott Subiono - Walter Blevins Samrat Chakrabarti - dr. Farinas Brian Geraghty - Sean Roman Annie Potts - Helen Ilyssa Fradin - Kathleen Pierce Hannah Godnik - Christy Pierce                                                            | 26 januari 2016  |  |
| Dr. Halstead behandeld een ex-gevangene die gearresteerd is voor een gewapende carjacking. Dr. Rhodes, dr. Choi en Reese behandelen een koppel die bezig waren met hun eerste afspraakje. Goodwin ontvangt het bericht dat een federale wet het ziekenhuis verbiedt een beenmergtransplantatie uit te voeren. Dr. Manning en haar schoonmoeder zorgen voor de nieuwgeboren baby van haar. |            |              |                    |                                                | |                  |  |
| 8 | 8          | Reunion      | Donald Petrie      | David Weinstein                                | Peter Mark Kendall - Joey Thomas Cynthia Addai-Robinson - dr. Vicki Glass Matthew Humphreys - Henry Joffe Maisie Merlock - Michelle Joffe Laurence Mason - chief Mason Margaret Cook - Amy Janelle Villas - Sloane                                           | 2 februari 2016  |  |
| Dr. Halstead en dr. Manning, die weer terug is van haar zwangerschapsverlof, behandelen een kind met veelvoudige medische klachten. Zij vermoeden dat de vader zonder te weten haar onbedoeld heeft mishandeld. Dr. Choi behandelt een oude vriend van hem die lijdt aan kanker in de dikke darm. Reese en Sexton behandelen een patiënt, die op het eerste oog dronken lijkt te zijn. Dr. Rhodes vestigt de aandacht op zich van een hooggeplaatste chirurg, dit nadat hij zich heeft voorbereid voor een operatie op een Saoedi-Arabische prins. |            |              |                    |                                                | |                  |  |
| 9 | 9          | Choices      | Jean de Segonzac   | Joshua Hale Fialkov                            | Eva Kaminsky - Jen Baker Ross Kimball - Sal Baker William Stanford Davis - Ed Brennan Angel Desai - Olivia Gray Gordon Chow - verpleger Anthony | 9 februari 2016  |  |
| Dr. Halstead zet zijn baan op het spel als hij een patiënt met fase 4 kanker, met een niet-reanimeren verklaring, toch reanimeert. De verpleging van de spoedeisende hulp vragen aan de patiënten om een tevredenheidsonderzoek in te vullen. Reese en Sexton behandelen een dakloze man. Dr. Choi behandelt een patiënt met een bipolaire stoornis, hij vraagt dr. Charles voor een tweede consult. |            |              |                    |                                                | |                  |  |
| 10 | 10         | Clarity      | Fred Berner        | Safura Fadavi                                  | Lochlyn Munro - Jack Cooper Katherine Keberlein - Joan Cooper Cynthia Addai-Robinson - dr. Vicki Glass Patti Murin - patholoog Chance Bone - Tim Anderson | 16 februari 2016 |  |
| Dr. Choi en Reese krijgen te maken met een overbezorgde vader, terwijl zij zijn zoon behandelen die gewond is geraakt tijdens een hockeywedstrijd. Dr. Halstead krijgt te maken met de consequenties na zijn laatste actie en raakt hierover in conflict met dr. Manning. Dr. Rhodes en dr. Downey voeren een longtransplantatie uit op een held van de aanslagen op 11 september 2001 die lijdt aan longfibrose. |            |              |                    |                                                | |                  |  |
| 11 | 11         | Intervention | Sanford Bookstaver | Jeff Drayer Simran Baidwan                     | Eva Kaminsky - Jennifer Baker Ross Kimball - Sal Baker Tim Hopper - Ken Gallagher Roland Buck III - Noah Sexton Nate Burger - mr. Kane Nora Fiffer - mrs. Kane Aubree Young - Shiloh Kane                                                                    | 23 februari 2016 |  |
| Dr. Halstead wordt geconfronteerd met een rechtszaak, die is ingediend door een patiënte die hij tegen haar wensen toch heeft gereanimeerd. Reese ontdekt dat een patiënt een vleesetende bacterie in zijn lichaam heeft. Dr. Choi en dr. Rhodes besluiten hun verschillen opzij te zetten als zij een patiënt behandelen met een falend hart. Dr. Manning behandelt een jong meisje met een bacterie-infectie, haar ouders weigeren echter een vaccinatie tegen deze ziekte. Ondertussen viert Goodwin haar trouwdag. |            |              |                    |                                                | |                  |  |
| 12 | 12         | Guilty       | Holly Dale         | Mary Leah Sutton Danny Weiss Stephen Hootstein | Ellen Wroe - ms. Fisher Stephen O'Reilly - Kevin Dietrich Nora Dunn - Daniel's dokter Eva Kaminsky - Jennifer Baker Ross Kimball - Sal Baker David Eigenberg - Christopher Herrmann Jason Beghe - Hank Voight                                                | 5 april 2016     |  |
| Nog steeds handelend naar de gevolgen van de rechtszaak tegen hem, probeert dr. Halstead de doop te regelen van de baby van dr. Manning. Verpleegster Sexton zorgt ervoor dat een patiënt, die gewond raakte door magneten, weer contact krijgt met zijn vader. Reese voert een procedure uit op een patiënt waarvoor zij niet gekwalificeerd is, dit terwijl zij op de uitslag wacht voor haar stageplaats. Dr. Charles probeert een patiënt te beoordelen, die probeerde zijn eigen arm af te zagen. |            |              |                    |                                                | |                  |  |
| 13 | 13         | Us           | Michael Waxman     | Diane Frolov Andrew Schneider Jeff Drayer      | Michael Nathanson - ms. Tacker Eva Kaminsky - Jennifer Baker Ross Kimball - Sal Baker Jason Bradley - mr. Patrick Marina Squerciati - Kim Burgess | 5 april 2016     |  |
| Dr. Hallstead moet nog steeds omgaan met de gevolgen van de rechtszaak tegen hem, dit werd aangespannen door een patiënt. De politie probeert een operatie tegen te houden op een dronken chauffeur die een ongeval heeft veroorzaakt, en dit leidt ertoe dat verpleegster Lockwood wordt gearresteerd voor tegenwerking. Dr. Manning maakt een verkeerde diagnose op een moeder die in haar ogen haar kind mishandelde. Dr. Charles en Reese vermoeden dat een patiënt zelfmoordgedachten heeft en plaatsen hem op de psychiatrische afdeling. |            |              |                    |                                                | |                  |  |
| 14 | 14         | Hearts       | Donald Petrie      | Liz Brixius                                    | Quincy Dunn-Baker - Aaron Taylor Michelle Mueller - Nedra Taylor Collin Jarvis - Griffin Taylor Shane Patrick Kearns - Levi Coleman David Eigenberg - Christopher Herrmann                                                                                   | 19 april 2016    |  |
| Terwijl dr. Choi worstelt met zijn PTSD behandelt hij een oorlogsveteraan met een probleem die hem hard raakt. Dr. Manning behandeld een kind waarvan zij vermoedt dat deze misbruikt werd door zijn vader, totdat dr. Charles een schokkende ontdekking doet op de broer van het kind. Dr. Rhodes moet omgaan met zijn emoties nadat een kind onder zijn handen sterft op de operatietafel. Tegen het advies in van Lockwood gaat Sexton op een date met de vader van een patiënt. Reese valt flauw onder de ogen van dr. Halstead, het blijkt dan dat zij de spoedeisende hulp helemaal niet wil verlaten voor de afdeling pathologie. Dan krijgt zij van Goodwin te horen dat zij dit niet meer kan veranderen, omdat zij een contract heeft getekend.                   |            |              |                    |                                                | |                  |  |
| 15 | 15         | Inheritance  | Stephen Cragg      | Joseph Sousa                                   | Christina Brucato - Claire Rhodes Roland Buck III - Noah Sexton Karen Aldridge - dr. Kendra Perrington Justin McCarthy - mr. Newman Vanessa Martinez - Neela Desai                                                                                           | 26 april 2016    |  |
| Dr. Choi behandeld een draagmoeder die nu in haar 32ste week zit van de zwangerschap, zij blijkt met spoed een keizersnede te moeten ondergaan om zo haar baby te behouden. Zij weigert dit echter omdat zij dan haar bonus misloopt die zij zou krijgen als zij de volledige zwangerschap zou doorlopen. Dr. Halstead behandeld een familievriend, en dr. Manning en dr. Charles behandelen een patiënt met verschillende maagpijnen. Sexton raakt geïrriteerd als zij ontdekt dat haar broer een handeltje drijft zonder de benodigde vergunningen. Dr. Rhodes probeert zijn zus te ontlopen die met hem een discussie wil voeren over familiezaken. |            |              |                    |                                                | |                  |  |
| 16 | 16         | Disorder     | Ami Mann           | Eli Talbert                                    | Jayne Atkinson - Laura Clay Francis Guinan - Nathan Clay McKenzie Chinn - Tara Brian Geraghty - Sean Roman Karen Aldridge - dr. Kendra Perrington | 3 mei 2016       |  |
| Dr. Charles en dr. Rhodes behandelen een patiënt met wat zij denken mentale en hartproblemen, later blijken zij fout te zitten en lijdt de patiënt aan dementie. Dr. Manning behandeld een patiënt met bijtwonden van een hond, dr. Choi rijdt mee met de ambulance en ontvangt een oproep van een brandslachtoffer die leefde als een hamsteraar. Goodwin eist van haar personeel dat zij op hun best presteren als het ziekenhuis hoog bezoek krijgt. |            |              |                    |                                                | |                  |  |
| 17 | 17         | Withdrawal   | Fred Berner        | Jeff Drayer Stephen Hootstein                  | Howard Hesseman - Clyde Glickman Lynn Cohen - Rose Wechsler Rachel Sledd - mrs. McCormick Brian P. Weddington - Frank McCormick Frank Whaley - Chuck Gleason                                                                                                 | 10 mei 2016      |  |
| Dr. Halstead en Sexton raken in een hevige discussie over de behandeling van een patiënt met een alcoholverslaving en een gebroken been. Dr. Manning krijgt een flinke schok te verwerken als zij merkt dat zij haar trouwring heeft verloren. Dr. Rhodes wordt gedwongen om een bloedverlies vrije operatie uit te voeren op een lid van Jehova’s getuigen, dit omdat de patiënt een bloedtransfusie weigert vanwege zijn geloof. Reese en dr. Charles behandelen een groep oudere patiënten met dezelfde symptomen. |            |              |                    |                                                | |                  |  |
| 18 | 18         | Timing       | Michael Waxman     | Diane Frolov Andrew Schneider                  | Brennan Brown - dr. Sam Abrams Jeff Hephner - Jeff Clarke Marc Grapey - Peter Kalmick Patti Murin - dr. Nina Shore Brookelyn Hebert - Shannon Thomas Brett Schneider - Nick Thomas                                                                           | 17 mei 2016      |  |
| Dr. Rhodes moet, tot zijn spijt, dr. Downey vertellen dat zijn kanker is uitgespreid naar de hersenen en niet te opereren is. Dr. Manning en Reese behandelen een baby met diverse medische aandoeningen, en dr. Choi roept de hulp in van dr. Charles bij een oude patiënt van hem. Dr. Halstead wil Sexton ervan overtuigen om een x-ray te ondergaan, nadat zij een flinke val heeft gemaakt. Reese slaagt voor haar medische opleiding en moet nu beslissen welke specialiteit zij gaat volgen. Goodwin ontdekt dat haar man haar wil verlaten, en dr. Rhodes strooit de as van de overleden dr. Downey uit over de zee. |            |              |                    |                                                | |                  |  |